# Tamaz Namgalauri
Tamaz Namgalauri (gruzínsky თამაზ ნამგალაური), (25. října 1957 – 1. listopadu 1991 v Tbilisi, Gruzie) byl sovětský zápasník – judista gruzínské národnosti. V roce 1991 byl popraven za znásilnění a vraždu své devítileté neteře.

## Sportovní kariéra
Vyrůstal v Dušeti, kde začínal s tradičním gruzínským zápasem. V judem se seznámil během studií na sportovním institutu v Tbilisi v roce 1974. Připravoval se pod vedením Anzora Martqoplišviliho.
V roce 1979 se poprvé ukázal na větší sportovní akci, mistrovství světa 3. místem. V roce 1980 si vybojoval nominaci na olympijských hrách v Moskvě, ale výsledkově propadl. V témže roce promoval na sportovním institutu a v letech 1981 a 1982 si odsloužil základní vojenskou službu. Do sovětské reprezentace se vrátil v roce 1983.
V roce 1984 byl nominován jako úřadující mistr Evropy na olympijské hry v Los Angeles, ale o účast ho připravil bojkot her zeměmi východního bloku. V roce 1988 se připravoval na sovětskou olympijskou kvalifikaci, kterou mu však v červnu zhatila stinná stránka jeho osobního života.

## Trest smrti
V červnu 1988 byl obviněn ze znásilnění a vraždy své devítileté neteře, souzen a na základě toho propuštěn z policie, kde pracoval v Dinamu jako instruktor bojových sportů. Během soudního líčení vyplynulo, že se násilností na dětech a ženách dopouštěl od počátku osmdesátých let. Většinou šlo o děti z jeho vlastní rozvětvené rodiny. Nejednalo se však pouze o děti. Nejstarší oběti znásilnění bylo přes padesát let. Dne 9. září byl odsouzen k trestu smrti zastřelením. Podle psychologických nálezů se těchto činů dopouštěl po požití většího množství alkoholu. Pracovalo se také s možností, že sexuální deviace se u něho rozvinula v kombinaci s léky, které užíval jako vrcholový sportovec.
Exekuci však dlouho bránila složitá politická situace koncem osmdesátých let v bývalém Sovětském svazu. K popravě tak došlo po třech letech v listopadu 1991. Každopádně komplikovaná politická situace v tomto období dala vzniku řadě fám. Lidé nechtěli věřit, že by špičkový sportovec byl schopen takového činu. V roce 1991 došlo ve věznici, kde čekal v cele smrti, ke vzpouře, při které několik desítek vězňů uteklo. Z vězení tedy utekl a v současnosti žije kdesi v Japonsku pod změněným jménem. Jiná teorie tvrdí, že byl chycen při útěku a popraven v roce 1994. Další teorie tvrdí, že se kál za své hříchy, při povstání vězňů neutekl a popraven byl v roce 1991 jak je oficiálně uvedeno.

## Výsledky
| Turnaj             | 1979       | 1980       | 1981       | 1982       | 1983       | 1984       | 1985       |
| Turnaj             | 22         | 23         | 24         | 25         | 26         | 27         | 28         |
| Turnaj             | lehká váha | lehká váha | lehká váha | lehká váha | lehká váha | lehká váha | lehká váha |
| ------------------ | ---------- | ---------- | ---------- | ---------- | ---------- | ---------- | ---------- |
| Olympijské hry     |            | úč.        |            |            |            | —          |            |
| Mistrovství světa  | 3.         |            | —          |            | 3.         |            | úč.        |
| Mistrovství Evropy | —          | —          | —          | —          | —          | 1.         | 1.         |